# 紅色森林
红色森林（烏克蘭語：Рудий ліс），是指乌克兰切尔诺贝利核电站方圆十公里内的树林。它現被劃為禁止進入地段，歷經多次的鏟土除汙，仍为世界上污染最严重的地区之一，不過輻射已經大大下降。

## 成因
1986年4月，切尔诺贝利核事故中，4號反應堆對當地土壤、水體和大氣的輻射污染相當於廣島與長崎原子彈爆炸的20倍。當中高劑量的直接輻射和其後的放射性落下灰嚴重污染區域內的樹林，这片松树樹林因吸收了过量的放射线导致死亡，並呈棕红颜色，外界皆稱該區域為「紅色森林」。

## 灾后处理
人們已經撤離紅森林區域，大部分受污染的林木被推土機剷平後埋在壕溝内，然後在上面鋪上厚厚的沙子，並重植松樹樹苗。但許多人擔心，隨著被埋的樹木腐爛分解，輻射會滲入地下水。

## 生態現況
隨著人類自1986年撤離該地區，儘管大大受到事故帶來的核輻射影響，紅色森林內的動植物逐步恢復其生物多樣性。 有報導指出區域內現增加了一些矮小的植物。野豬的數目亦在1986至1988年之間增長了八倍。當前生態狀況基本恢復到有生物定居繁衍的狀態，雖然短期內還不適合人類長居，但針對這些生物的研究還在進行中。

## 人類活動
在2022年2月俄羅斯入侵烏克蘭時，據報有俄軍車輛進入紅色森林，將其用作護航的路線，因而揚起了森林中的輻射塵雲狀物。當地工人報告稱，俄軍駛進紅色森林時並無穿着防護服，有可能受到危害。在2022年3月31日，有報告指大部分佔領車諾比的俄軍在嚴重污染的紅色森林挖掘戰壕，隨後患上輻射疾病而被迫撤退。烏克蘭官員允許進入該地點之後，發現了大量在紅色森林中挖掘戰壕的證據。2022年4月1日，《每日電訊報》報導稱，一名曾在紅色森林長期紮營的俄羅斯士兵死於放射線病。